# 山田守

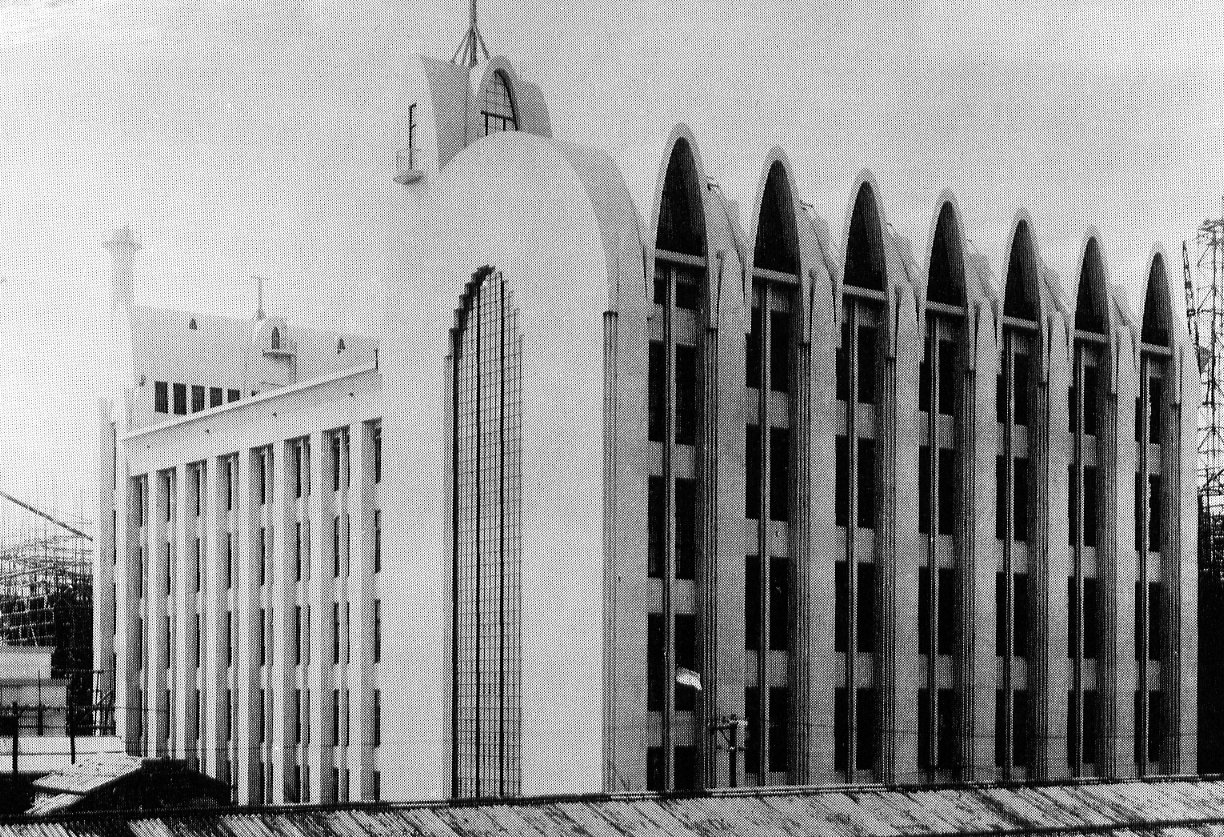
初期の代表作・東京中央電信局（1925年、現存しない）

山田 守（やまだ まもる、1894年4月19日 - 1966年6月13日）は日本の建築家。逓信建築の先駆者的存在、モダニズム建築を実践し、曲面や曲線を用いた個性的、印象的なデザインの作品を残した。

## 生涯
岐阜県羽島郡上中島村字長間（現・羽島市）生まれ。上中島小学校、岐阜県立大垣中学校、第四高等学校を経て、1917年、東京帝国大学建築学科入学。1920年、青年建築家のグループ分離派建築会を結成する。同年、同校卒業。逓信省営繕課に入り、電信局・電話局（逓信建築）の設計を行う。東京中央電信局（1925年、現存しない）ではパラボラ型アーチの並ぶ個性的なデザインが注目された。1924年から復興局土木部に所属し、永代橋、聖橋に代表される関東大震災後の震災復興橋梁のデザインを行った。
1929年から1930年にかけて、逓信省の命でヨーロッパ視察旅行に出かけベルリンに滞在した。当地では、ヨーロッパ各都市の建築を視察すると共に第二回CIAMに参加。また、ル・コルビュジェ、ヴァルター・グロピウス、エーリヒ・メンデルゾーンらを訪ね、近代建築運動に触れ、大きな影響を受けた。
1945年、逓信省退官。同年、逓信建設工業を開設し独立。1949年、山田守建築事務所設立。東海大学の設立に関わり、設立後は東海大学工学部建設工学科教授として後進を指導する。京都タワーでは「東寺の塔よりも高いものは建てない」ことが不文律となっていた古都の景観を乱すという批判を受け、1972年に施行された「京都市景観条例」に制定された巨大工作物規制区域設定の1項目として活かされることとなった。

## 受賞・受勲歴
- 1933年 逓信協会賞（旧東京逓信病院）
- 1944年 勲三等瑞宝章
- 1953年 芸術選奨（文部大臣賞）（旧東京厚生年金病院）
- 1954年 日本建築学会賞作品賞（旧大阪厚生年金病院）
- 1964年 藍綬褒章
- 1964年 勲三等朝日中綬章

## 作品
| 名称                                 | 年                  | 所在地                 | 状態       | 備考                                                                                                 |
| ------------------------------------ | ------------------- | ---------------------- | ---------- | --- |
| 東京中央電話局牛込分局               | 1922年（大正11年）  | 東京都新宿区           | 現存せず   | |
| 旧門司郵便局電話課                   | 1924年（大正13年）  | 福岡県北九州市門司区   |            | 現 NTT門司電気通信レトロ館                                                                           |
| 東京中央電信局                       | 1925年（大正14年）  | 東京都中央区           | 現存せず   | |
| 永代橋                               | 1926年（大正15年）  | 東京都中央区・江東区   | 重要文化財 | 山口文象とともに意匠面で関与したといわれる。                                                         |
| 旧和歌山郵便局電話事務室             | 1926年（大正15年）  | 和歌山県和歌山市       |            | 現 NTT京橋会館の一部                                                                                 |
| 聖橋                                 | 1927年（昭和2年）   | 東京都文京区・千代田区 |            | |
| 旧天下茶屋郵便局電話分室             | 1927年（昭和2年）   | 大阪市西成区           | 現存せず   | 現 NTT西日本天下茶屋第1ビル 2016年解体                                                               |
| 旧千住郵便局電話事務室               | 1929年（昭和4年）   | 東京都足立区           |            | 現 NTT東日本千住ビル DOCOMOMO JAPAN選定 日本におけるモダン・ムーブメントの建築                       |
| 萬代橋                               | 1929年（昭和4年）   | 新潟市中央区           | 重要文化財 | |
| 旧甲府郵便局・電話局                 | 1931年（昭和6年）   | 山梨県甲府市           | 現存せず   | 甲府市役所4号館                                                                                      |
| 鶴見邸                               | 1931年（昭和6年）   | 東京都                 | 現存せず   | 1933年に来日したブルーノ・タウトを山田自らが案内した。                                               |
| 旧荻窪郵便局電話事務室               | 1932年（昭和7年）   | 東京都杉並区           |            | 現 NTT東日本荻窪ビル                                                                                 |
| 旧広島逓信診療所                     | 1935年（昭和10年）  | 広島市中区             |            | 現 広島逓信病院旧外来棟被爆資料室 DOCOMOMO JAPAN選定 日本におけるモダン・ムーブメントの建築          |
| 旧熊本貯金支局                       | 1936年（昭和11年）  | 熊本市中央区           | 現存せず   | 現 熊本市役所花畑町別館 DOCOMOMO JAPAN選定 日本におけるモダン・ムーブメントの建築 2017年解体         |
| 旧東京逓信病院                       | 1937年（昭和12年）  | 東京都千代田区         | 現存せず   | 1939年公開の映画『暖流』（吉村公三郎監督）の舞台となる。                                             |
| 旧広島電話局西分局                   | 1937年（昭和12年）  | 広島市中区             |            | 現 NTT西日本十日市ビル                                                                               |
| 旧逓信省電気試験所広島出張所         | 1937年（昭和12年）  | 広島市西区             | 現存せず   | |
| 国防電話局（東京中央電話局麹町分局） | 1944年（昭和19年）  | 東京都千代田区         | 現存せず   | |
| 旧東京厚生年金病院                   | 1953年（昭和28年）  | 東京都新宿区           | 現存せず   | |
| 旧大阪厚生年金病院                   | 1954年（昭和29年）  | 大阪市福島区           | 現存せず   | |
| 東海大学代々木校舎                   | 1955年（昭和30年）- | 東京都渋谷区           |            | 1号館:1955年、2号館:1958年、3号館:1959年、4号館:1960年・1962年                                       |
| 自衛隊中央病院旧本館                 | 1955年（昭和30年）  | 東京都世田谷区         | 現存せず   | |
| 旧熊本逓信病院（中棟・西棟）         | 1955年（昭和30年）  | 熊本市中央区           | 現存せず   | 現 くまもと森都総合病院 DOCOMOMO JAPAN選定 日本におけるモダン・ムーブメントの建築 2017年解体         |
| 長沢浄水場                           | 1957年（昭和32年）  | 神奈川県川崎市多摩区   |            | DOCOMOMO JAPAN選定 日本におけるモダン・ムーブメントの建築 『ウルトラマン』のロケ地としても知られる。 |
| 野田市郷土博物館                     | 1959年（昭和34年）  | 千葉県野田市           |            | |
| 旧山田守自邸                         | 1959年（昭和34年）  | 東京都港区             |            | 現 蔦サロン・珈琲店                                                                                  |
| 社会保険横浜中央病院                 | 1960年（昭和35年）  | 神奈川県横浜市中区     |            | DOCOMOMO JAPAN選定 日本におけるモダン・ムーブメントの建築                                            |
| 東海大学短期大学部高輪校舎           | 1961年（昭和36年）  | 東京都港区             |            | |
| 東海大学付属相模中学校・高等学校     | 1962年（昭和37年）  | 神奈川県相模原市南区   |            | |
| 旧高松逓信病院                       | 1962年（昭和37年）  | 香川県高松市           |            | 公共建築百選、現 オリーブ高松メディカルクリニック                                                    |
| 大和郡山市庁舎                       | 1962年（昭和37年）  | 奈良県大和郡山市       | 現存せず   | |
| 東海大学湘南キャンパス               | 1962年（昭和37年）- | 神奈川県平塚市         |            | DOCOMOMO JAPAN選定 日本におけるモダン・ムーブメントの建築                                            |
| 旧東海大学工業高等学校               | 1963年（昭和38年）  | 静岡市清水区           |            | 現 東海大学付属静岡翔洋高等学校・中等部                                                              |
| 東海大学付属第三高等学校             | 1963年（昭和38年）  | 長野県茅野市           |            | 現 東海大学付属諏訪高等学校                                                                          |
| 旧互助会ビル                         | 1963年（昭和38年）  | 東京都千代田区         |            | 現 内神田282ビルディング                                                                             |
| 和田堀増圧ポンプ所                   | 1963年（昭和38年）  | 東京都世田谷区         |            | |
| 東海大学付属第四高等学校1号館        | 1964年（昭和39年）  | 北海道札幌市           |            | 現 東海大学付属札幌高等学校                                                                          |
| 日本武道館                           | 1964年（昭和39年）  | 東京都千代田区         |            | |
| 京都タワービル                       | 1964年（昭和39年）  | 京都市下京区           |            | |
| 旧熊本教育会館                       | 1965年（昭和40年）  | 熊本市中央区           | 現存せず   | 現 京町会館 2017年解体                                                                               |

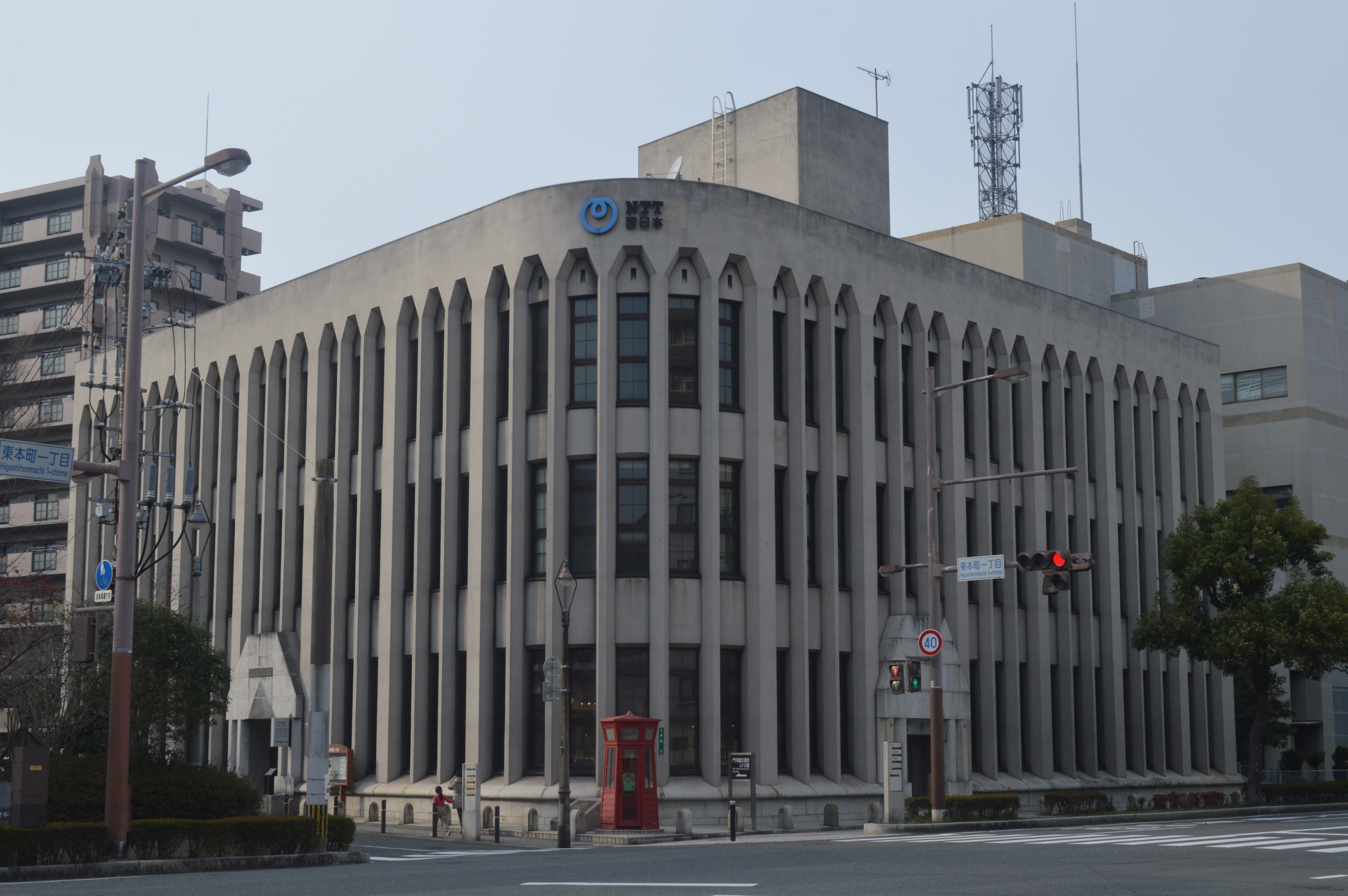
門司郵便局電話課（現 NTT門司電気通信レトロ館）
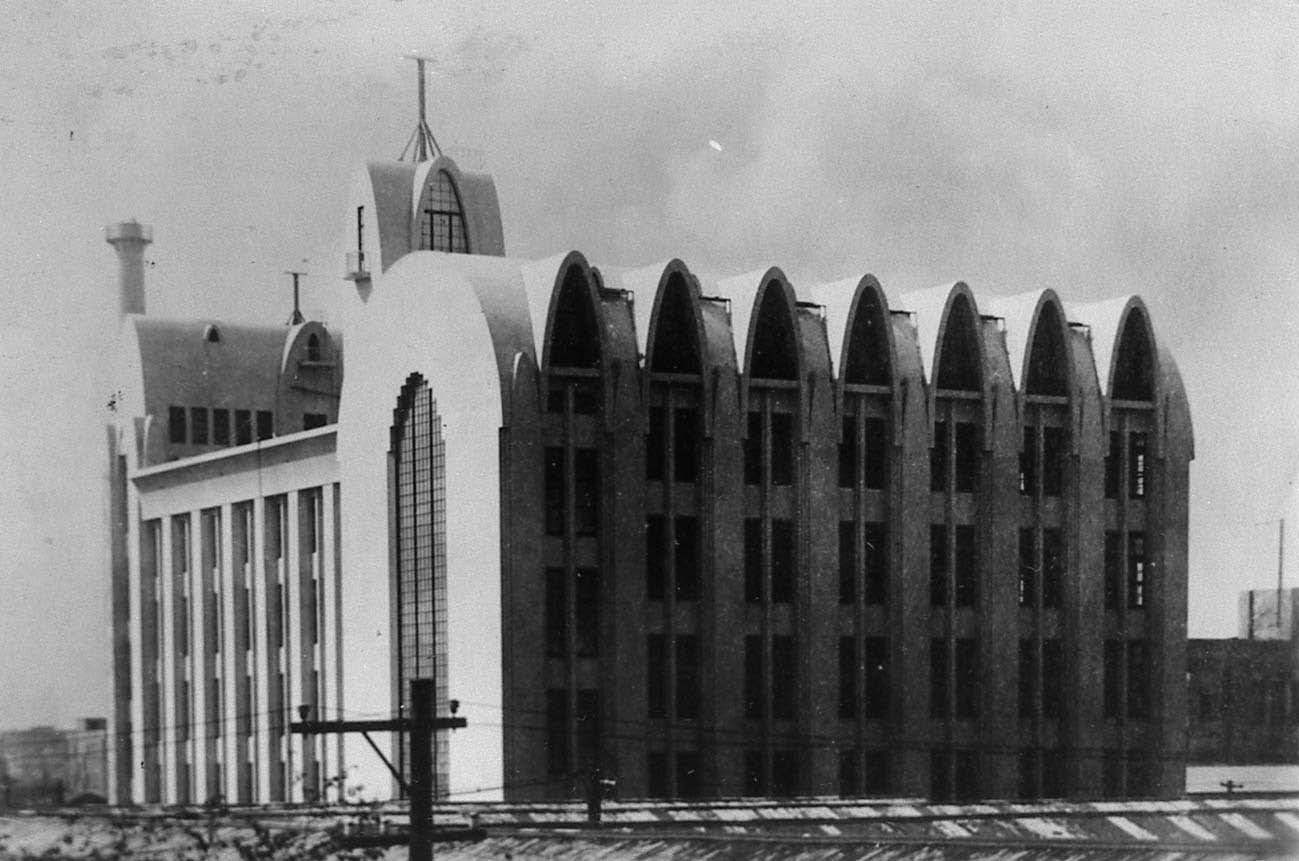
東京中央電信局
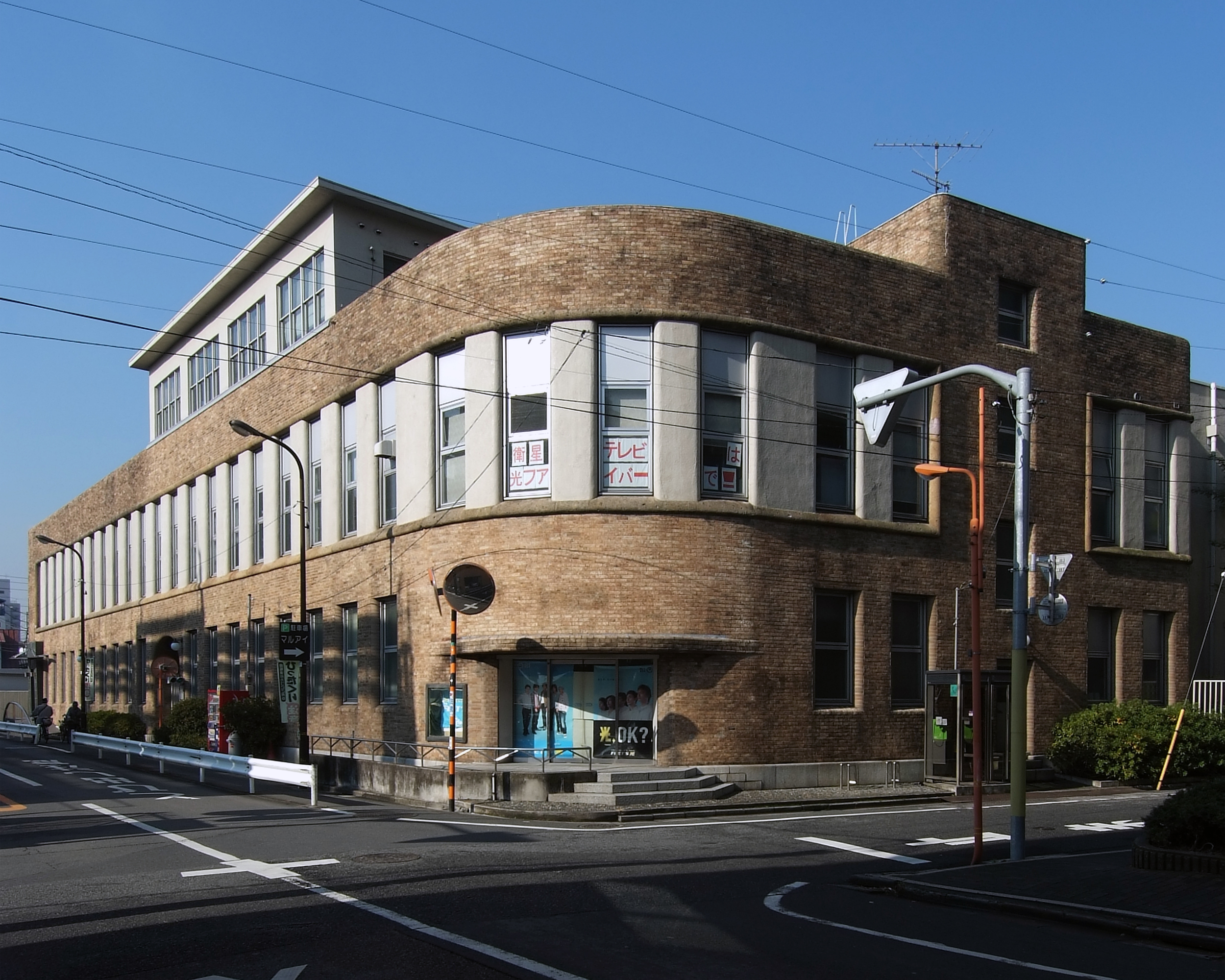
旧千住郵便局電話事務室（現 NTT千住ビル）
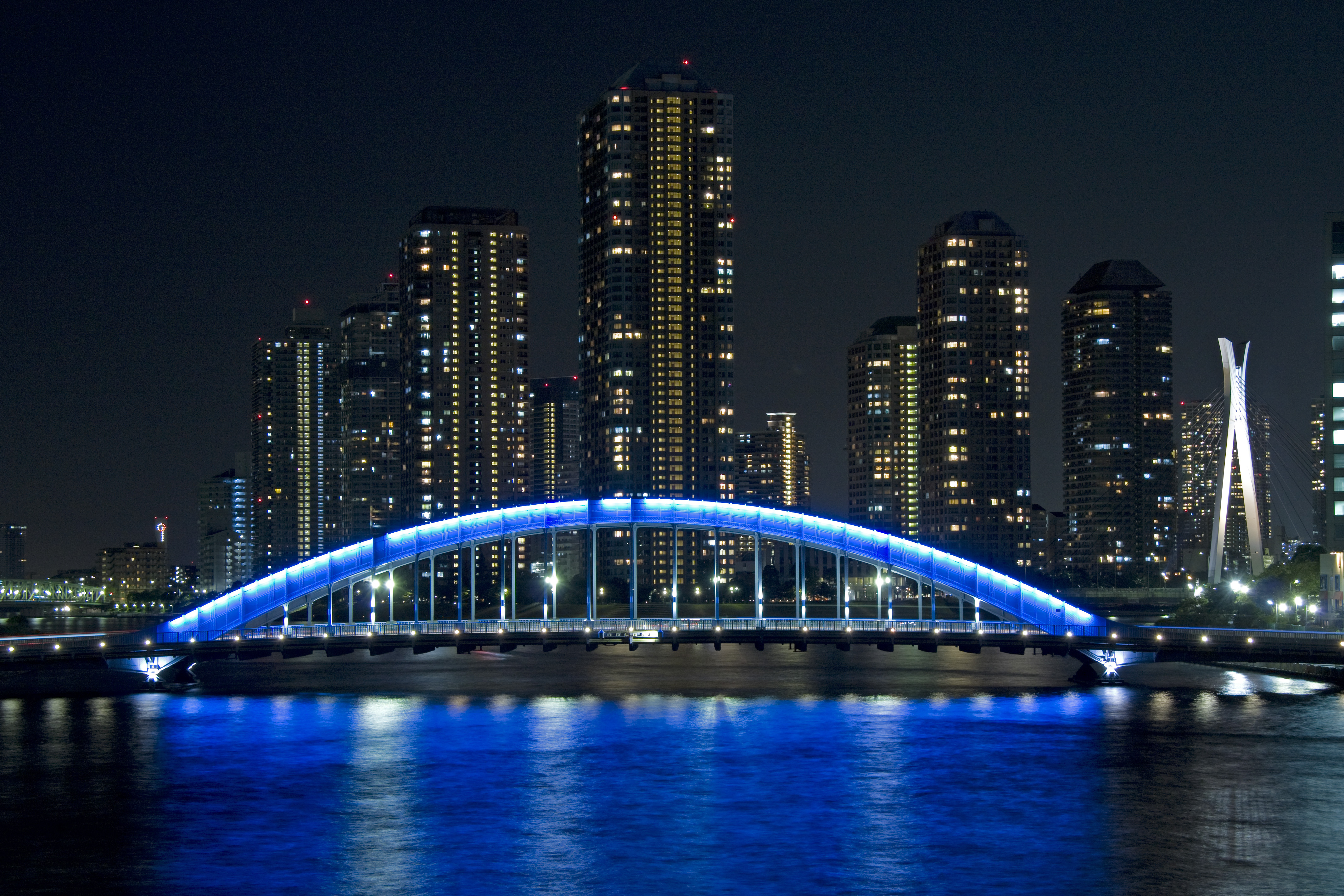
永代橋
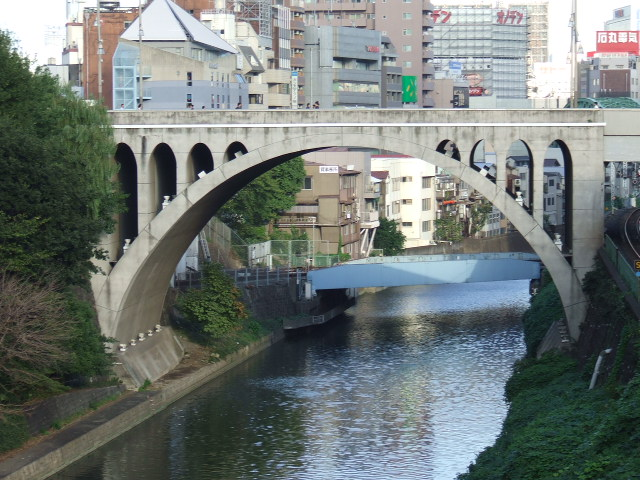
聖橋
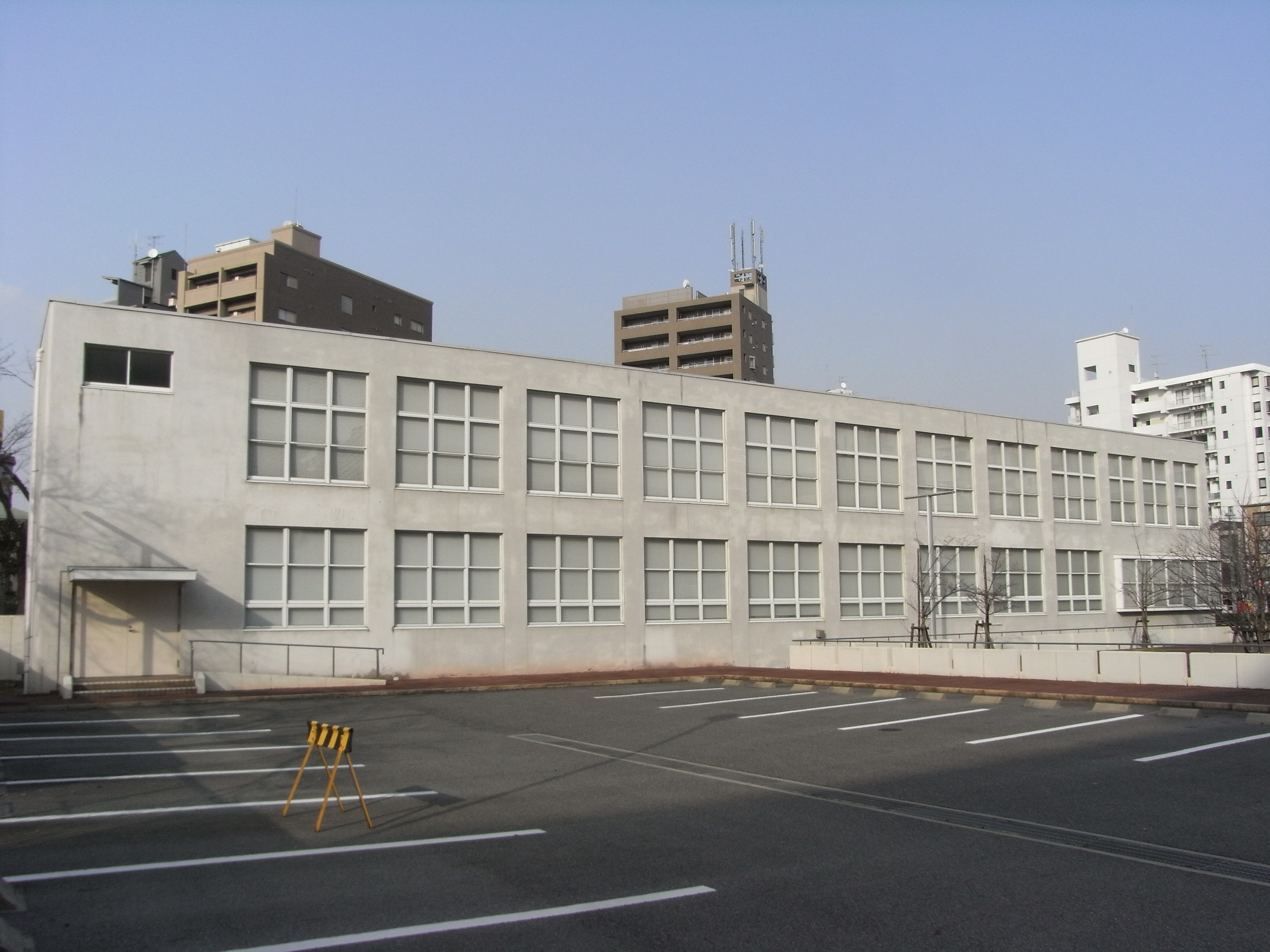
広島逓信病院旧外来棟被爆資料室
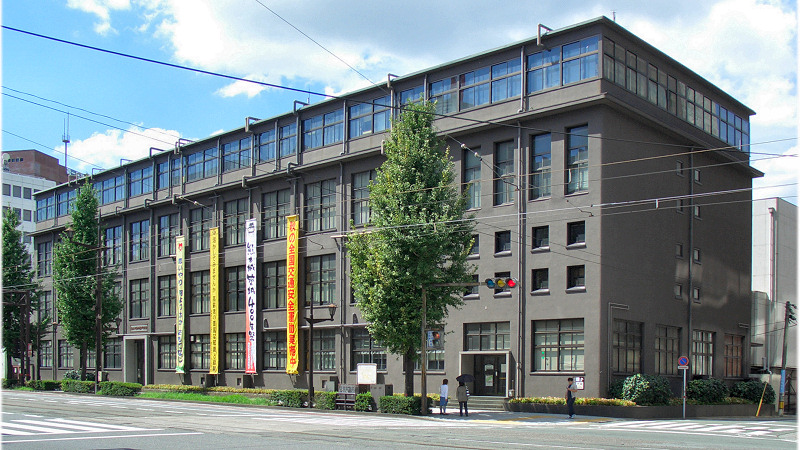
旧熊本貯金支局（現 熊本市役所・花畑別館）
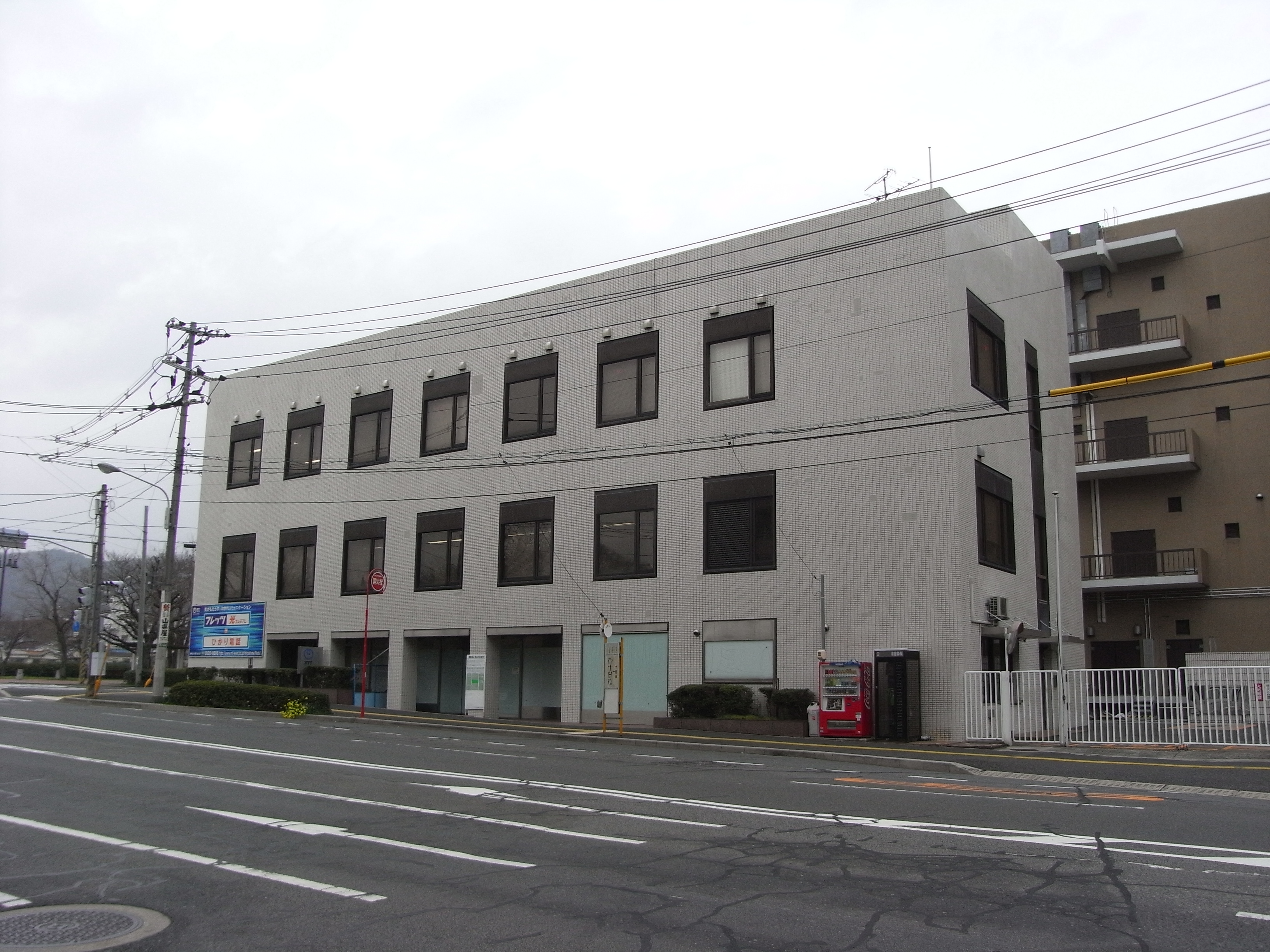
NTT西日本十日市ビル
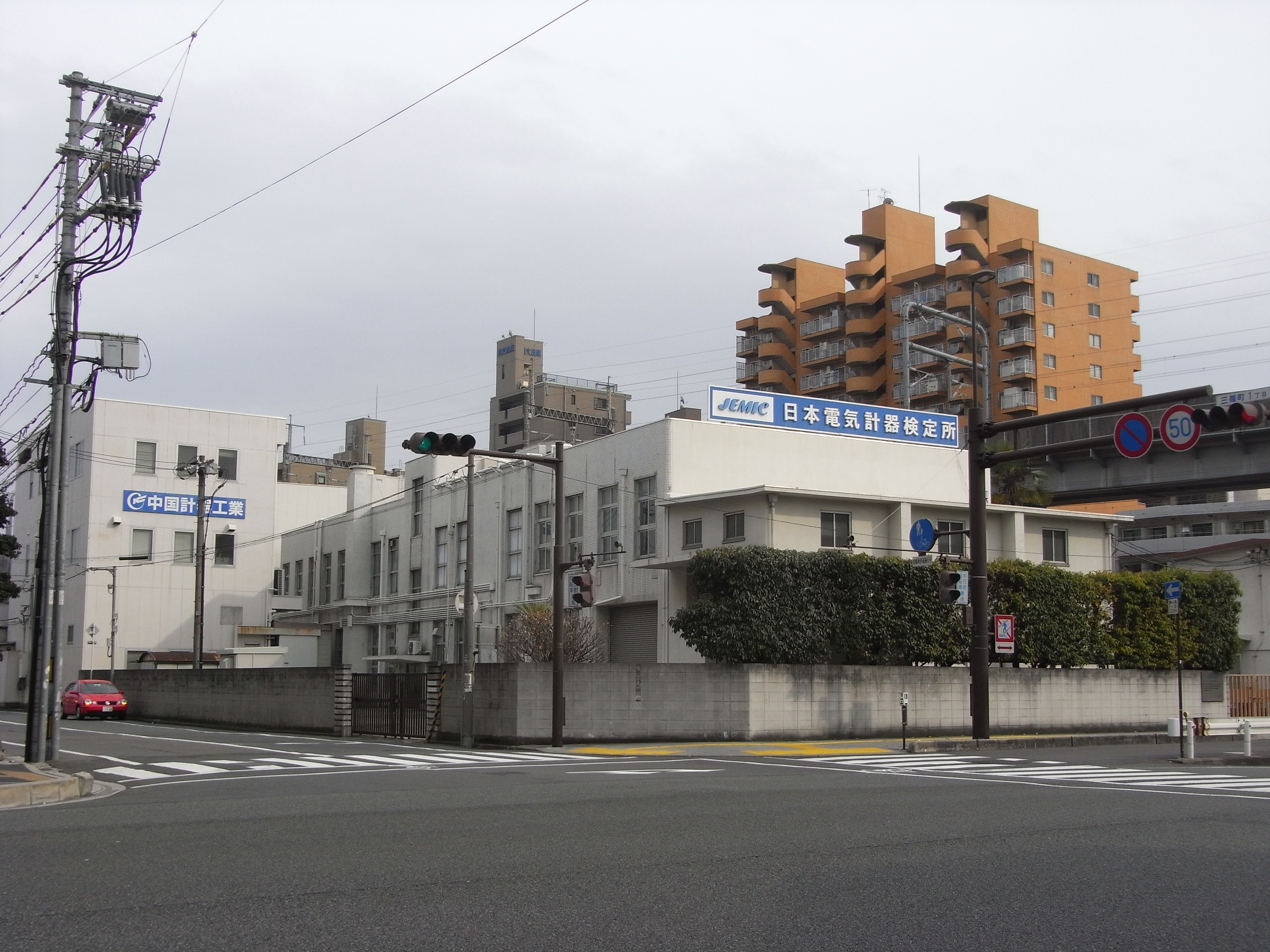
旧電気試験所広島出張所
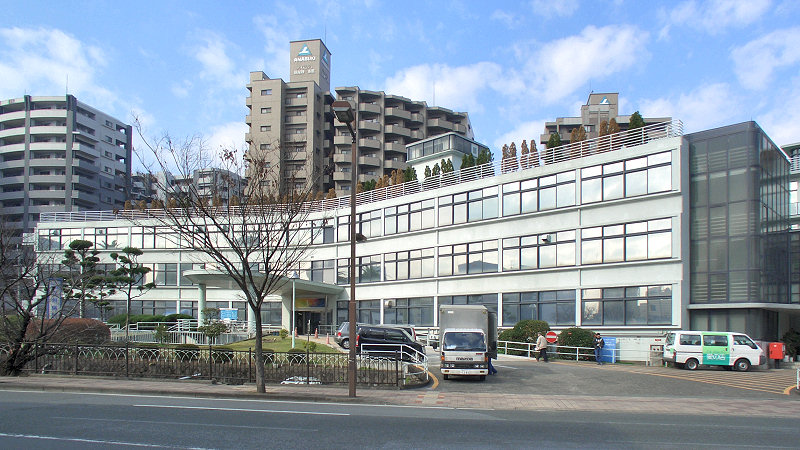
熊本逓信病院（現 くまもと森都総合病院）
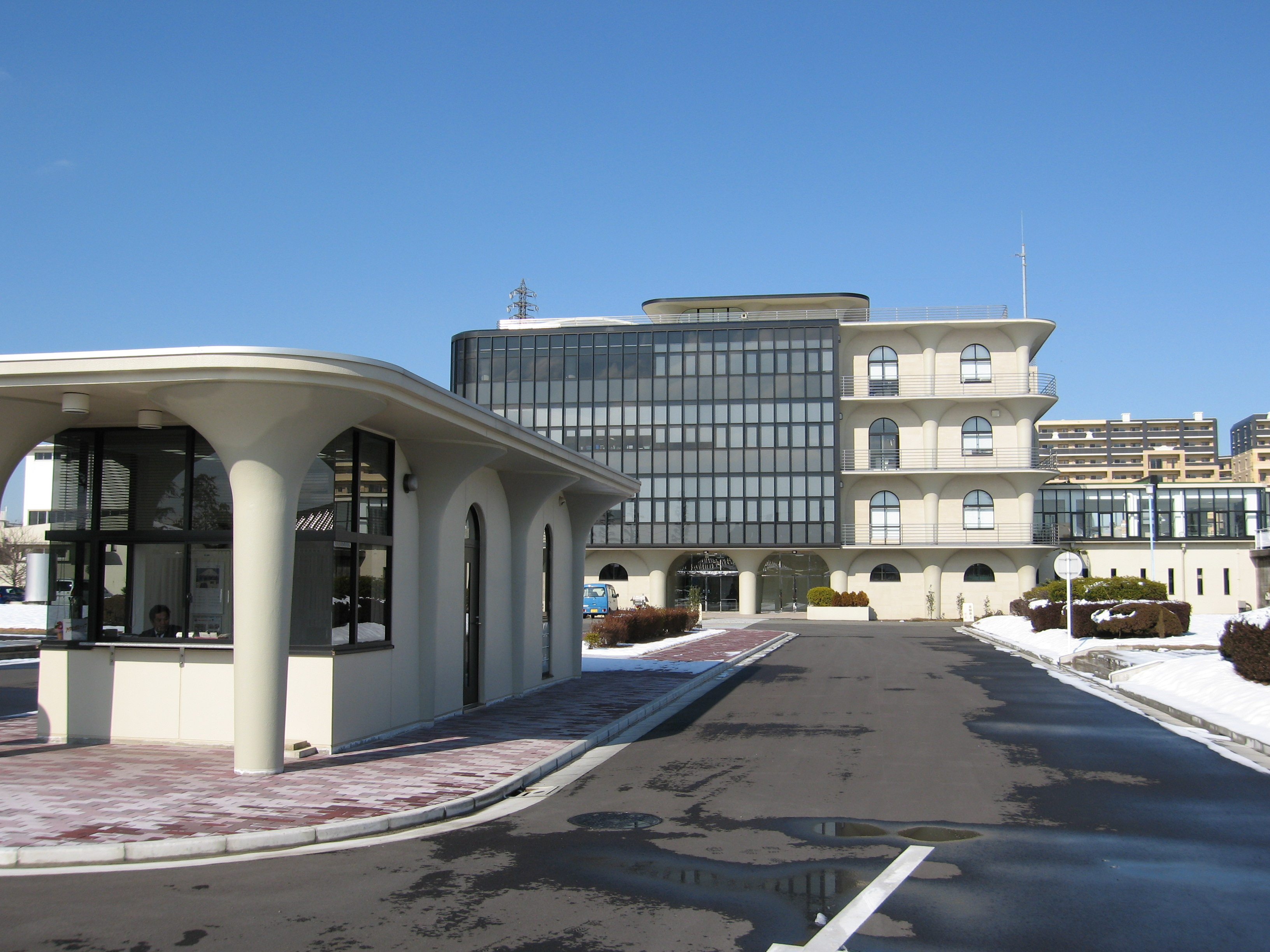
長沢浄水場
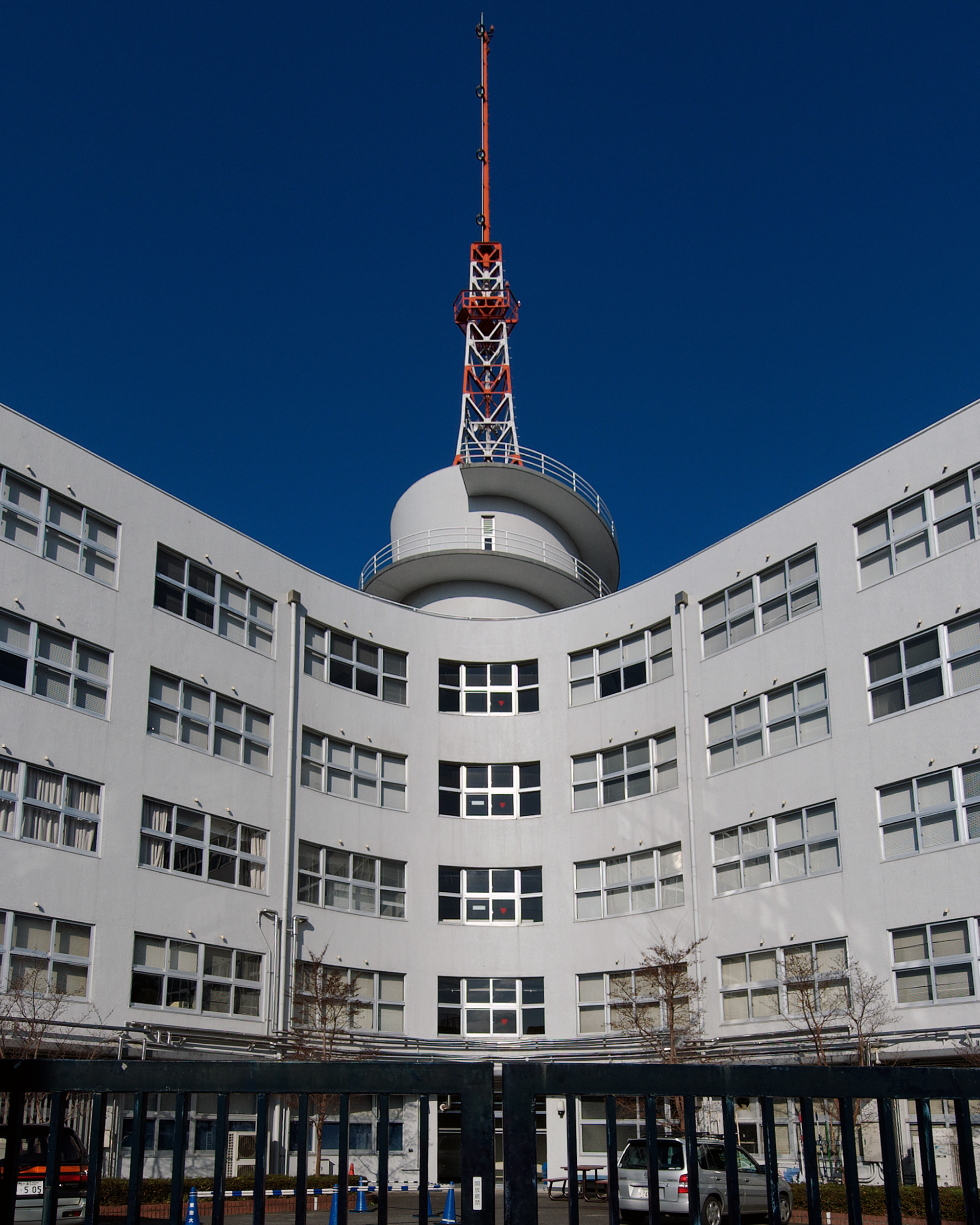
東海大学代々木校舎2号館
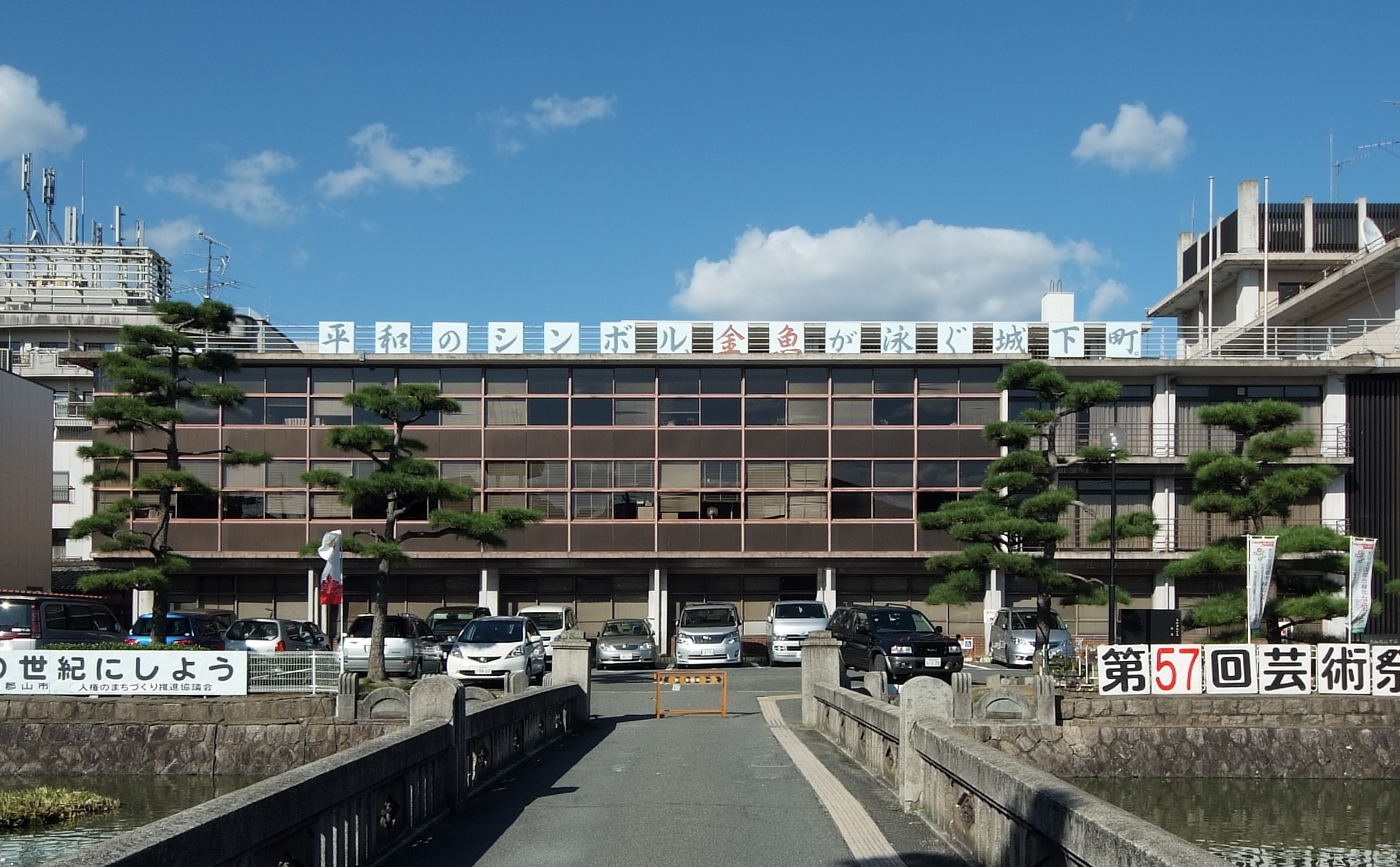
大和郡山市庁舎
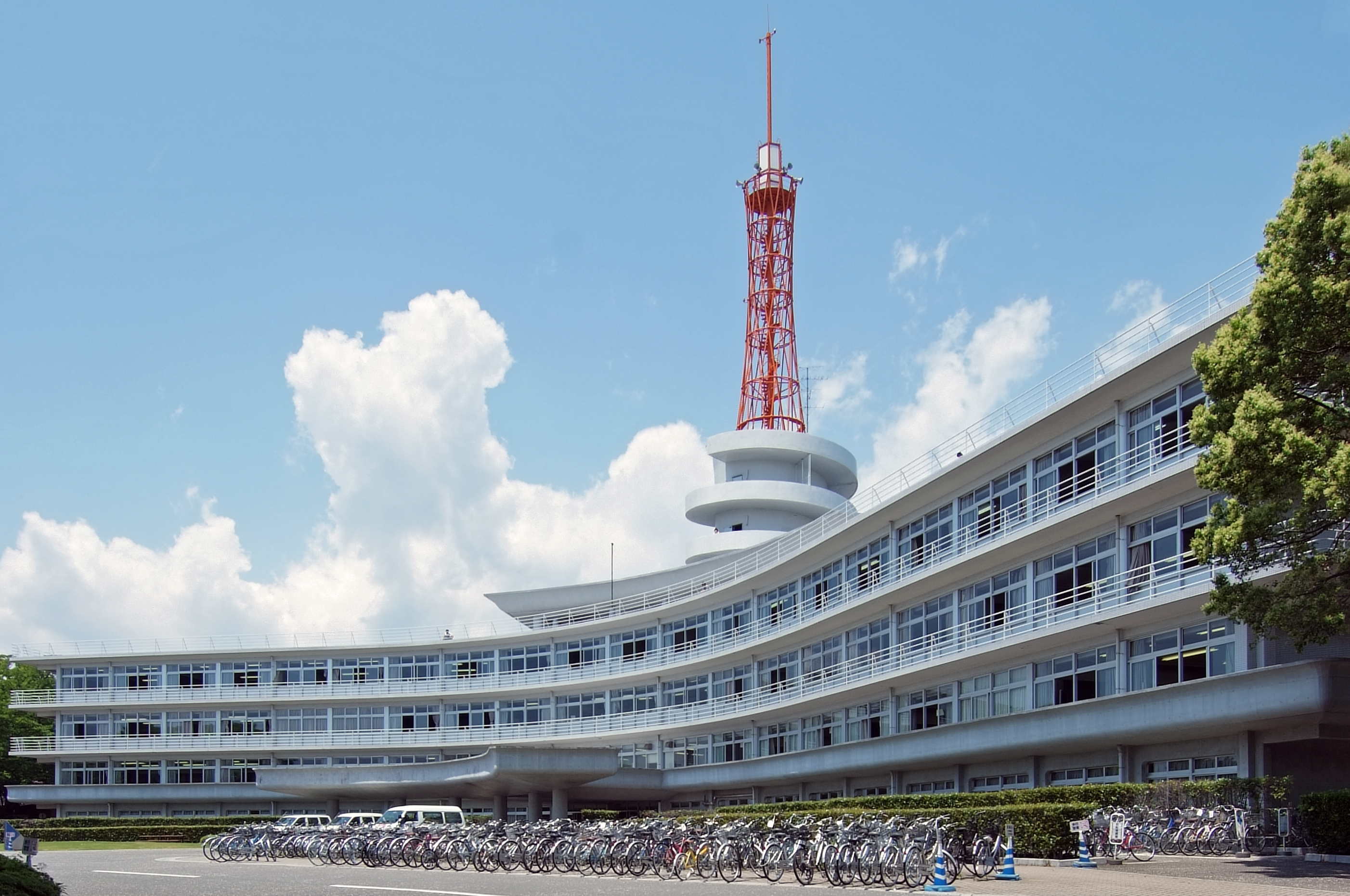
東海大学湘南校舎1号館
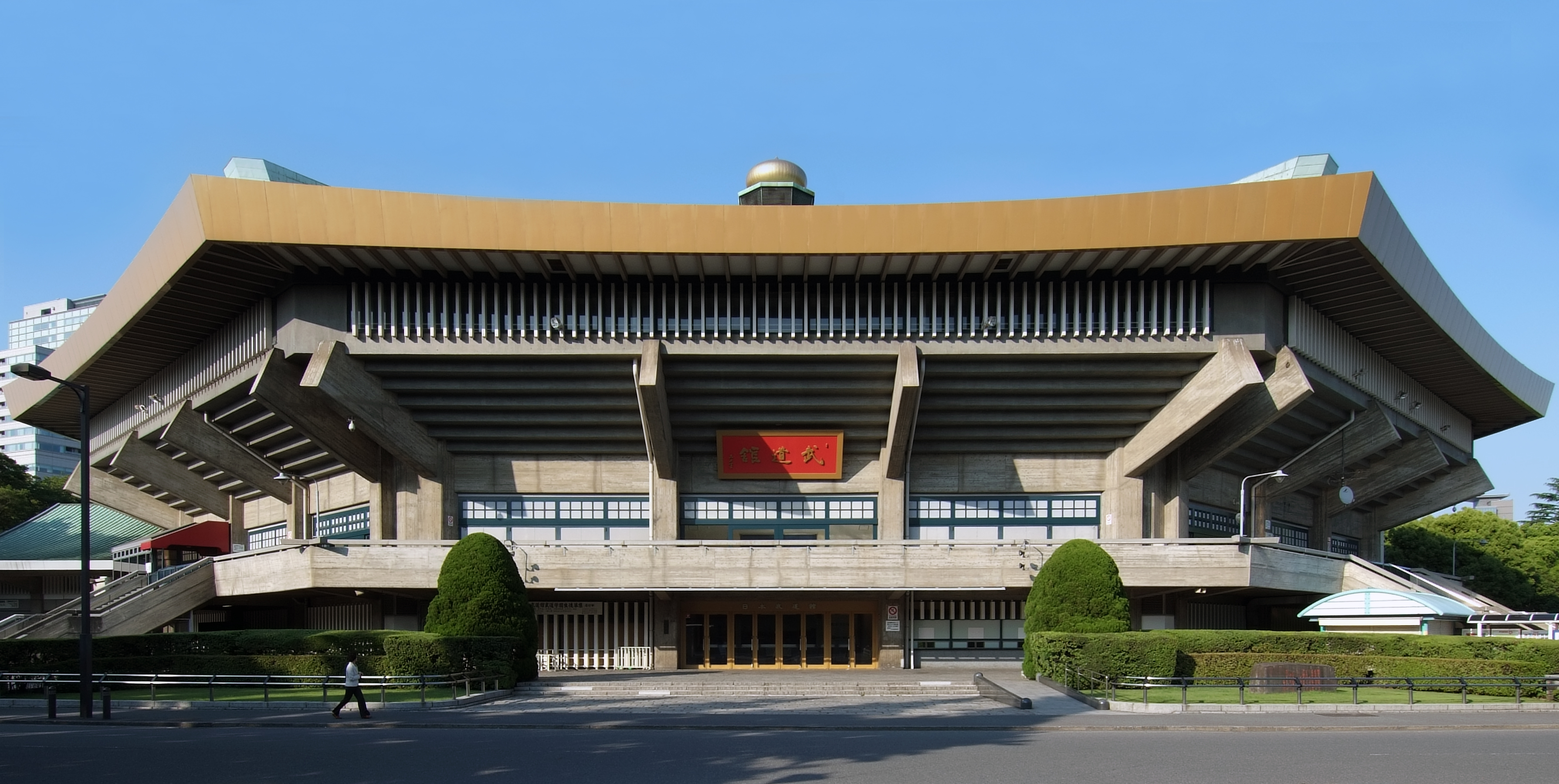
日本武道館
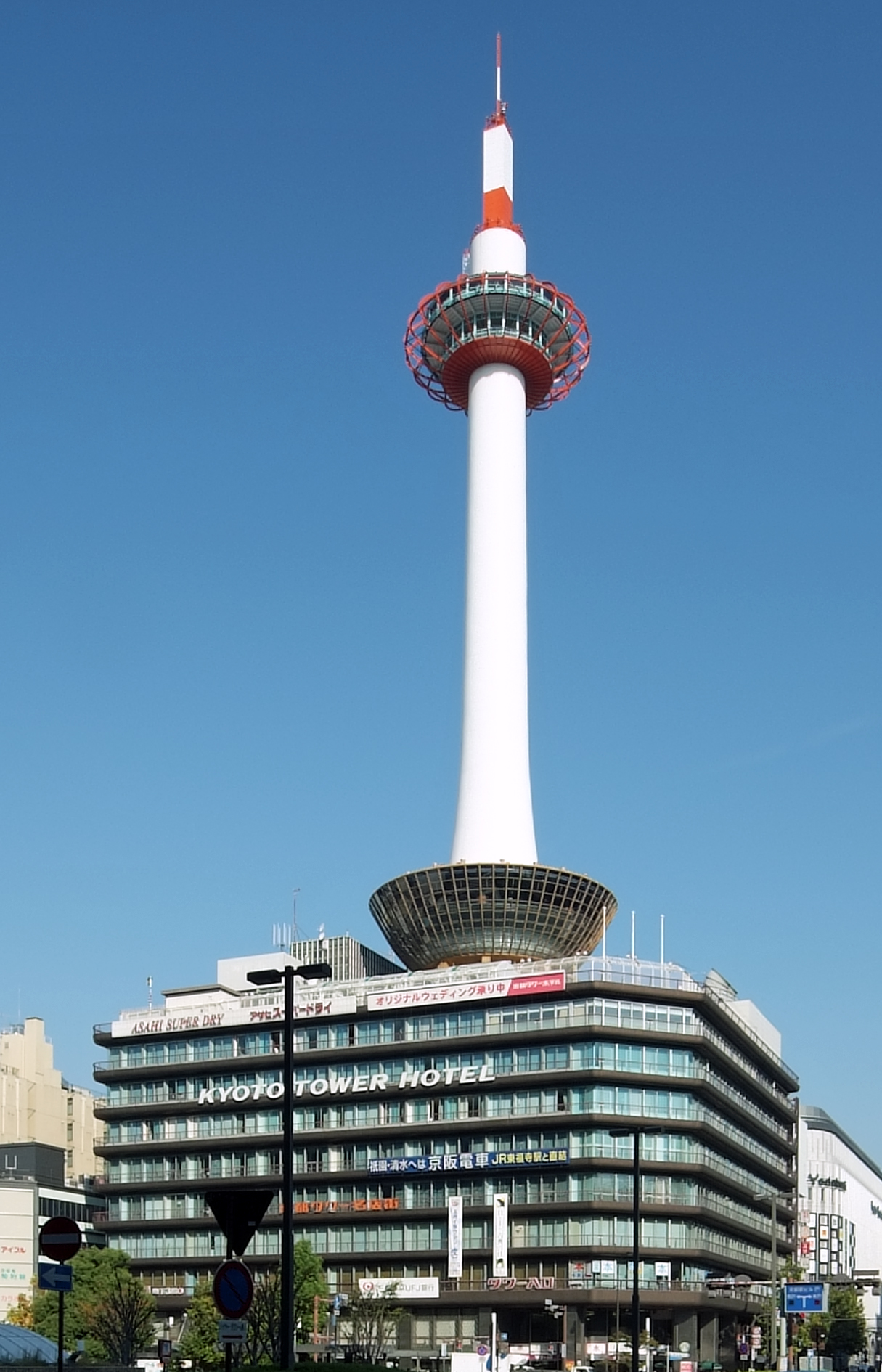
京都タワー